# 敦盛 (能剧)
敦盛（日语：／ Atsumori）是日本的一出能剧剧目，取材于《平家物语·敦盛最期》、《源平盛衰記》等。作者为世阿弥。该剧属于二番目物（修罗能）、公達物，形式为複式夢幻能。现今上演流派包括观世流、宝生流、金春流、金刚流、喜多流。

## 人物
- 前シテ（前主角） - 草刈男
- 後シテ（后主角）- 平敦盛（灵形）
- 前ツレ - 草刈男
- ワキ - 蓮生（出家后的熊谷直实）
- アイ - 里人

## 剧情
熊谷直实在一之谷讨伐战胜了平敦盛后深感无常之理而出家，法名蓮生。一年秋天，他为悼念敦盛再次前去摄津国须磨。在那儿他听到了笛声，见到了两个割草的年轻男子，便聊起了来。其中一个其实就是敦盛的亡灵，他留下暗示的话说完便消失了。晚上，蓮生诵经时，敦盛的亡灵显现。敦盛边感慨平氏一家的枯荣盛衰，跳起了曾在平家最后盛宴中跳的中之舞，讲述了自己生前死后的事。面对眼前曾经的敌人，敦盛为蓮生的真诚之心所感到安慰而没有怨恨地走了。

## 俗说
随着电视文化惊人的进步，很多人误以为织田信长喜欢唱的一段“人间五十年”谣曲出自能剧《敦盛》，事实上是幸若舞《敦盛》。

## 相關条目
- 熊谷草 - 敦盛草
- 生田敦盛（英语：Ikuta Atsumori）